# Дентон (Мериленд)
Дентон (енгл. Denton) град је у америчкој савезној држави Мериленд.

## Демографија
По попису из 2010. године број становника је 4.418, што је 1.458 (49,3%) становника више него 2000. године.
| Група             | 2000.         | 2010.         |
| Белци             | 2.101 (71,0%) | 3.117 (70,6%) |
| Афроамериканци    | 753 (25,4%)   | 1.013 (22,9%) |
| Азијати           | 11 (0,4%)     | 28 (0,6%)     |
| Хиспаноамериканци | 55 (1,9%)     | 145 (3,3%)    |
| Укупно            | 2.960         | 4.418         |